# 竹下克彦
竹下 克彦（たけした かつひこ、1943年1月10日 - ）は、日本の技術者、実業家。ノーリツ代表取締役社長や、同社代表取締役会長、日本ガス石油機器工業会会長などを務めた。

## 人物・経歴
兵庫県明石市出身。1965年大阪府立大学工学部金属工学科卒業。1967年能率風呂工業（現ノーリツ）入社。1985年取締役技術研究所副所長に昇格。1995年常務取締役。1997年専務取締役営業本部長。1999年から代表取締役社長を務め、「地球環境と人へ配慮する」を理念に、ゼロ・エミッション に向けた取り組みにあたった。2004年代表取締役会長。2007年日本ガス石油機器工業会会長。
2009年ノーリツ取締役。